# 한국연소학회
한국연소학회는 연소공학에 관련된 학문 및 기술의 발전을 도모하여 공업 발전에 기여함을 목적으로 1997년 10월 20일 설립허가된 대한민국 미래창조과학부 소관의 사단법인이다. 사무실은 서울특별시 관악구 관악로 1, 39동 103호 (신림동, 서울대학교)에 있다.

## 연혁
- 1986년 3월 14일 : 국제연소학회 한국지부 설립을 위한 발기위원회 및 준비위원회에서 지부 규정 결정 및 임시임원진 선출(임시지회장 : 조경국, 임시총무 : 정석호, 임시재무 :신현동, 임시감사 : 채재우)
- 1986년 8월 3일 : 국제연소학회(en:The Combustion Institute) 한국지부로 설립
- 1987년 10월 31일 : 국제연소학회 한국지부 창립 총회 및 제1회 학술강연회 개최, 초대 조경국(서울대학교) 회장 취임
- 1988년 12월 3일 : 한국연소학회로 계승
- 1991년 1월 1일 : 제2대 최병륜(부산대학교) 회장 취임
- 1993년 1월 1일 : 제3대 신현동(KAIST) 회장 취임
- 1994년 6월 17일 : 제1회 KOSCO WORKSHOP 개최 및 한국연소학회 학술지 창간호 발행
- 1996년 7월 10일 : 한국연소학회지 창간호 발행
- 1997년 10월 20일 : 사단법인으로 정식 허가됨
- 1998년 10월 10일 : 현 한국연소학회 로고 제작
- 1999년 11월 9일 : 학회 인터넷 홈페이지(www.kosco.or.kr) 개통
- 2000년 1월 1일 : 제4대 김호영(고려대학교) 회장 취임
- 2004년 1월 1일 : 제5대 김원배(한국에너지기술연구원) 회장 취임
- 2006년 1월 1일 : 제6대 정인석(서울대학교) 회장 취임
- 2008년 1월 1일 : 제7대 최상민(한국과학기술원) 회장 취임
- 2010년 1월 1일 : 제8대 김용모(한양대학교) 회장 취임
- 2012년 1월 1일 : 제9대 허강열(포항공과대학교) 회장 취임

## 주요 사업
- 국제교류 사업(국제연소학회(The Combustion Institute)의 한국지부 역할)
- 연구논문 발표회 및 강습회 개최
- 학회간행물의 발간 및 배포
- 학회자료의 조사 및 연구사업
- 기타 본 학회의 목적 달성에 필요한 사업